# 신민주주의당
신민주주의당(新民主主義黨, 그리스어: Νέα Δημοκρατία, Nea Dimokratia 네아 디모크라티아[*])은 그리스의 보수주의 정당이다. 1974년 그리스 군사정권이 붕괴한 이후 우익 정치인 콘스탄티노스 카라만리스에 의해 창립되었다. 현재 그리스의 집권당이며, 현직 당수는 2019년 그리스 총선거에서 총리로 선출된 키리아코스 미초타키스이다.

## 상징
신민주주의당의 상징은 그리스어 알파벳 Ν과 Δ와 그 중간에 횃불을 들고 있는 오른손이다. 정당의 색은 청색이다.

## 당의 역사
전임 당수였던 콘스탄티노스 카라만리스는 현재 명예총재의 자리를 맡고 있다. 콘스탄티노스 미초타키스는 1989년에서 1993년까지 집권하였다. 선거에서 패배한 후 자진 사퇴하였으나 그는 이 사퇴를 커다란 실수로 보고 있다. 별명이 불도저인 그의 후계자 밀티아디스 에베르트(Miltiadis Evert)는 전임자들의 친유럽 정책을 승계하였다. 1996년에 다시 의회선거에서 패배하자 에베르트도 사퇴하였다. 그의 후임으로는 스테파노스 마노스(Stefanos Manos)와 요르고스 수플리아스(Gorgos Souflias)가 거론되었으나 결국 창당의 아버지인 콘스탄티노스 카라만리스의 조카인 코스타스 카라만리스가 후광을 등에 업고 주도권을 잡게 되었다. 2007년 의회 선거에 승리하여 지금에 이르기까지 집권하고 있다. 현재에도 당의 다양한 흐름을 통합하는 것이 당의 지도층의 큰 과제로 남아있다. 1996년부터 여러번의 탈당이 있었으며 대표적으로는 스테파노스 마노스에 의한 탈당과 그에 이은 자유당 창당을 들 수 있다.

## 비판
키리아코스 미초타키스 정부가 집권하는 동안 신민주주의당과 그의 내각은 각종 부패 사건으로 얼룩졌다. 집권 이후 지속적인 노동조합 탄압과 2022년 그리스 도청 스캔들이 폭로되면서 신민주주의당은 그리스 유권자들로부터 맹렬한 비판을 받았다. 그리고 황금새벽당 당원을 비롯한 극우 범죄자들이 그의 내각에 중요 인사로 기용된 것이 들어났다.

## 역대 선거 결과

### 그리스 의회
| 년도        | 대표                    | 총득표    | %     | #   | 의석      | 집권 여부 |
| ----------- | ----------------------- | --------- | ----- | --- | --------- | --------- |
| 1974년      | 콘스탄티노스 카라만리스 | 2,669,133 | 54.37 | 1위 | 220 / 300 | 여당      |
| 1977년      | 콘스탄티노스 카라만리스 | 2,146,365 | 41.84 | 1위 | 171 / 300 | 여당      |
| 1981년      | 요르요스 랄리스         | 2,034,496 | 35.88 | 2위 | 115 / 300 | 야당      |
| 1985년      | 콘스탄티노스 미초타키스 | 2,599,681 | 40.84 | 2위 | 126 / 300 | 야당      |
| 1989년 6월  | 콘스탄티노스 미초타키스 | 2,887,488 | 44.28 | 1위 | 145 / 300 | 소수여당  |
| 1989년 11월 | 콘스탄티노스 미초타키스 | 3,093,479 | 46.19 | 1위 | 148 / 300 | 야당      |
| 1990년      | 콘스탄티노스 미초타키스 | 3,088,137 | 46.89 | 1위 | 150 / 300 | 여당      |
| 1993년      | 콘스탄티노스 미초타키스 | 2,711,737 | 39.30 | 2위 | 111 / 300 | 야당      |
| 1996년      | 밀티아디스 에베르트     | 2,586,089 | 38.12 | 2위 | 108 / 300 | 야당      |
| 2000년      | 코스타스 카라만리스     | 2,935,196 | 42.74 | 2위 | 125 / 300 | 야당      |
| 2004년      | 코스타스 카라만리스     | 3,360,424 | 45.36 | 1위 | 165 / 300 | 여당      |
| 2007년      | 코스타스 카라만리스     | 2,994,979 | 41.84 | 1위 | 152 / 300 | 여당      |
| 2009년      | 코스타스 카라만리스     | 2,295,967 | 33.47 | 2위 | 91 / 300  | 야당      |
| 2012년 5월  | 안토니스 사마라스       | 1,192,103 | 18.85 | 1위 | 108 / 300 | 야당      |
| 2012년 6월  | 안토니스 사마라스       | 1,825,497 | 29.66 | 1위 | 129 / 300 | 연립여당  |
| 2015년 1월  | 안토니스 사마라스       | 1,718,694 | 27.81 | 2위 | 76 / 300  | 야당      |
| 2015년 9월  | 방겔리스 메이마라키스   | 1,526,205 | 28.10 | 2위 | 75 / 300  | 야당      |
| 2019년 7월  | 키리아코스 미초타키스   | 2,250,841 | 39.85 | 1위 | 158 / 300 | 여당      |

### 유럽 의회
| 년도 | 득표율    | %      | 증감 | 의석    | +/− | 순위 | 대표                    |
| ---- | --------- | ------ | ---- | ------- | --- | ---- | ----------------------- |
| 1981 | 1,779,462 | 31.3%  | 보합 | 8 / 24  | 8   | #2   | 요르요스 랄리스         |
| 1984 | 2,266,568 | 38.1%  | 6.8  | 9 / 24  | 1   | #2   | 에반겔로스 아베로프     |
| 1989 | 2,647,215 | 40.5%  | 2.4  | 10 / 24 | 1   | #1   | 콘스탄티노스 미초타키스 |
| 1994 | 2,133,372 | 32.7%  | 7.8  | 9 / 25  | 1   | #2   | 밀티아디스 에베르트     |
| 1999 | 2,314,371 | 36.0%  | 3.3  | 9 / 25  | ±0  | #1   | 코스타스 카라만리스     |
| 2004 | 2,633,961 | 43.0%  | 4.7  | 11 / 24 | 2   | #1   | 코스타스 카라만리스     |
| 2009 | 1,655,636 | 32.3%  | 10.7 | 8 / 22  | 3   | #2   | 코스타스 카라만리스     |
| 2014 | 1,298,713 | 22.7%  | 9.6  | 5 / 21  | 3   | #2   | 안토니스 사마라스       |
| 2019 | 1,872,814 | 33.1 % | 10.4 | 8 / 21  | 3   | #1   | 키리아코스 미초타키스   |